# Bird Box Barcelona
Bird Box Barcelona är en spansk science-fiction och skräckfilm från 2023. Filmen är en spinoff från filmen Bird Box från 2018, som i sin tur var baserad på Josh Malermans roman med samma namn. Filmen är regisserad av David Pastor och Àlex Pastor som även skrivit filmens manus tillsammans med Mahlerman.
Filmen hade premiär på strömningstjänsten Netflix den 14 juli 2023.

## Handling
Filmen utspelar sig i Barcelona och kretsar kring pappa Sebastián och hans dotter Anna och de som de slår sig samman med för att överleva i framtiden där ingen överlever som tittar på de övernaturliga krafter som invaderat jorden.

## Rollista (i urval)
- Mario Casas – Sebastián
- Alejandra Howard – Anna
- Georgina Campbell – Claire
- Naila Schuberth – Sophia
- Diego Calva – Octavio
- Leonardo Sbaraglia – fader Esteban
- Lola Dueñas
- Patrick Criado
- Gonzalo de Castro
- Michelle Jenner
- Celia Freijeiro